# Stachys glandulosa
Stachys glandulosa là một loài thực vật có hoa trong họ Hoa môi. Loài này được Hutch. & E.A.Bruce miêu tả khoa học đầu tiên năm 1941.